# アラダ (ベナン)
アラダ（フランス語: Allada）はベナンの都市である。アトランティック県の県都である。

## 歴史
アルドラ王国（またはアラダ王国やグランドアルドラ）の首都であった。

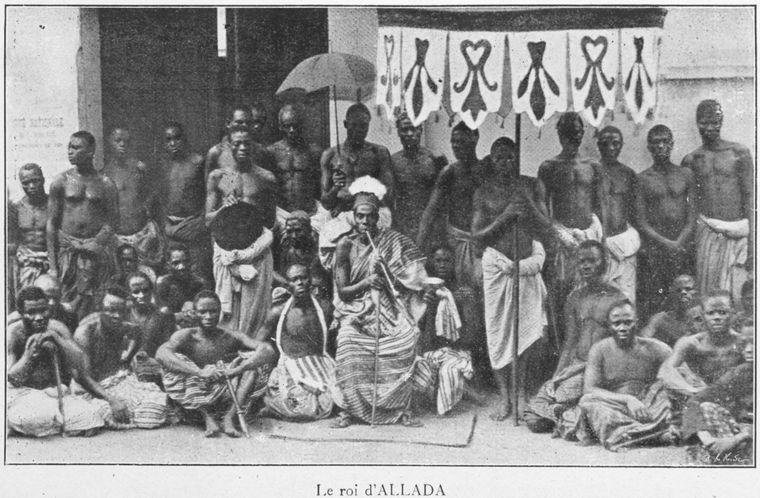
アラダの王（1900年）